# Heidi Köpp-Junk
Heidi Köpp (* vor 1970 in Sehnde) ist eine deutsche Ägyptologin, Musikarchäologin und Sängerin.

## Leben
Heidi Köpp-Junk studierte Ägyptologie, Ur- und Frühgeschichte und Ethnologie an der Georg-August-Universität Göttingen und promovierte bei Friedrich Junge über das Thema „Reisen im alten Ägypten“. Seit 2020 ist Köpp-Junk Assistant Professor in Ägyptischer Archäologie an der Polnischen Akademie der Wissenschaften im Department of Ancient Egyptian and Near East Cultures, Section for Egyptian temples, seit 2022 außerdem Wissenschaftliche Mitarbeiterin am Seminar für Ägyptologie und Koptologie der Georg-August-Universität Göttingen. Seit 1990 hat sie in mehreren überwiegend eigenen Projekten für das Deutsche Archäologische Institut Kairo (DAI) sowie für die Ägyptologie der Universität Tübingen in Ägypten gegraben. Sie ist mit zwei ihrer Forschungsfelder im Exzellenz-Forschungscluster 2 „Innovationen: technisch, sozial“ des Deutschen Archäologischen Instituts vertreten (Wasser, Konflikt und Innovation). Köpp-Junk ist im Vorstand der Frontinus Gesellschaft e.V.
Forschungsschwerpunkte von Heidi Köpp-Junk sind Reisen, Mobilität, Verkehr, Fortbewegungs- und Transportmittel (Streitwagen, Wagen, Karren, Sänften), Altstraßenforschung, Entwässerungssysteme im pharaonischen Ägypten sowie altägyptische Musik. Im Jahr 2023 veröffentlichte sie mit „Musik im alten Ägypten“ und „Nofretete auf dem Streitwagen in Ägypten“ zwei neue Bücher. Bei dem ersteren handelt es sich um die erste Monographie über altägyptische Musik auf Deutsch seit der maßgeblichen Publikation von Hans Hickmann vor über 60 Jahren. Sie veröffentlichte eine CD mit Übersetzungen altägyptischer Liebeslyrik. Mit Nachbauten altägyptischer Instrumente vertont die ausgebildete Sängerin ferner Texte aus der Pharaonenzeit. Damit ist sie die einzige Expertin für altägyptische Musik im deutschsprachigen Raum, die experimentelle Archäologie mit altägyptischen Texten und Instrumenten aktiv betreibt.

## Werke
Monografien
- Reisen im Alten Ägypten. Reisekultur, Fortbewegungs- und Transportmittel in pharaonischer Zeit. In: Göttinger Orientforschungen. Band 5, Reihe: Ägypten. Band 55, Harrassowitz, Wiesbaden 2015, ISBN 978-3-447-06877-2.
- Stadtleben im Alten Ägypten. Alltag und Gemeinschaft in pharaonischer Zeit. wbg von Zabern, Darmstadt 2022, ISBN 978-3-8053-5358-8 (als Herausgeberin).
- Nofretete auf dem Streitwagen. Ikonographische und textliche Belege für Frauen auf Streitwagen in Ägypten. Rimbaud, Aachen 2023, ISBN 978-3-89086-341-2.
- Musik im Alten Ägypten. Wissenschaftliche Buchgesellschaft, Darmstadt 2023, ISBN 978-3-8053-5392-2, (online).

Wissenschaftliche Beiträge (in Auswahl)
- Reiten im Alten Ägypten im Spiegel einer Reiterstatuette in Langres. In: C. Bayer, H. Franzmeier, O. Gauert, R. Schulz: Dem Schreiber der Gottesworte: Gedenkschrift Prof. Dr. R. Hannig (= Hildesheimer ägyptologische Forschungen. Band 57) Hildesheim 2023, S. 105–122.
- Dance and Clothing in Ancient Egypt - the earliest evidence. In: Gouy, A. (Hrsg.): Textiles in Motion. Dress for Dance in the Ancient World (= Ancient Textiles Series.). Oxbow Books, Oxford 2023, S. 71–92, (online).
- Dance and death in ancient Egypt: Material evidence for dance from the earliest times to the end of the New Kingdom (6500-1000 BC) and its significance in the funerary context. In: Angela Bellia (editor): Dance, Space, Ritual. Material Evidence of Dance Performances in The Ancient World (= Telestes. Band 7). Istituti editoriali e poligrafici internazionali, Pisa / Rome 2023, ISBN 978-88-8147-541-4, S. 55–70.
- Die Entwicklung von Fahrzeugen und Landverkehrswegen im Alten Ägypten. In: Das Altertum. Band 60, Heft 2, 2015, S. 125–153. (online).
- Pharaonic Prelude – being on the Move in Ancient Egypt from Predynastic Times to the End of the New Kingdom. In: M. Wasmuth, P. P. Creasman: People on the Move Framework, Means and Impact of Mobility Across the Eastern Mediterranean Region in the 8th to 6th Century BC. In: Journal of Ancient Egyptian Interconnections. Band 12, 2016, S. 21–40 (peer reviewed). (online).
- Weibliche Mobilität im Alten Ägypten II: Frauen auf Reisen in pharaonischer Zeit. In: Distant World Journal. Nr. 3, 2017: Migration and Change. doi:10.11588/dwj.2017.3.41810.
- Mobility, foreigness, and integration in Ancient Egypt/Mobilität, Fremdheit und Integration im Alten Ägypten. In: Harald Melleret al.: Migration und Integration von der Urgeschichte bis zum Mittelalter. 9. Mitteldeutscher Archäologentag vom 20. bis 22. Oktober 2016 in Halle (Saale). Landesamt für Denkmalpflege und Archäologie Sachsen-Anhalt, Halle 2017, ISBN 978-3-944507-61-3, S. 129–144 (online).
- mit Heiko Riemer, Frank Förster: Mobility in ancient Egypt – Roads and travels in the Nile Valley and adjacent deserts. In: Silviane Scharl, Birgit Gehlen (Hrsg.): Mobility in Prehistoric Sedentary Societies (= Kölner Studien zur prähistorischen Archäologie. Band 8). Leidorf, Rahden (Westfalen) 2017, ISBN 978-3-86757-368-9 (online).
- Wasserwirtschaft im Niltal: Die Ableitung von Niederschlags- und Gebrauchswasser in Ägypten vom Alten Reich bis in griechisch-römische Zeit. In: K. Wellbrock (Hrsg.): Cura Aquarum in Greece (= Schriften der Deutschen Wasserhistorischen Gesellschaft. Band 27, Nr. 2). Siegburg 2017, S. 485–508 (peer reviewed). (online).
- Die Keramik aus dem Grab des Chasechemui. In: Sokar. Band 20, 2010, S. 6–11.
- The Tomb of Khasekhemui – The Pottery. Die Keramik aus dem Grab des Chasechemui, 19./ 20./ 21. Kampagne. In: Günter Dreyer et al: Umm el-Qaab: Nachuntersuchungen im frühzeitlichen Königsfriedhof 19./20./21. Vorbericht. In: Mitteilungen des Deutschen Archäologischen Instituts, Abteilung Kairo. (MDAIK) Band 67, 2011, S. 53–92 (online).
- Die Keramik aus dem Grab des Chasechemui, 25./26./27. Kampagne. In: Günter Dreyer et al.: Umm el-Qaab. Nachuntersuchungen im frühzeitlichen Königsfriedhof 25./26./27. Vorbericht. In: Mitteilungen des Deutschen Archäologischen Instituts, Abteilung Kairo. (MDAIK) Band 73, Mainz 2017, S. 89–93 (online).
- Sound of Silence? Neueste Ergebnisse aus der Musikarchäologie. In: Anke Ilona Blöbaum, Marianne Eaton-Krauss, Annik Wüthrich, Erhart Graefe: Pérégrinations avec Erhart Graefe. Festschrift zu seinem 75. Geburtstag (= Ägypten und Altes Testament. (ÄAT) Band 87). Zaphon, Münster 2018, ISBN 978-3-96327-024-6, S. 267–283 (peer reviewed).
- The Earliest Music in Ancient Egypt. In: Friends of Asor. Band 6, Nr. 1, Januar 2018 (online).
- Textual, iconographical and archaeological evidence for the performance of ancient Egypt Music. In: Agnès Garcia-Ventura, Claudia Tavolieri, Lorenzo Verderame (Hrsg.): The Musical Performance in Antiquity: Archaeology and Written Sources. Newcastle upon Tyne 2018, ISBN 978-1-5275-0658-9, S. 93–120 (peer reviewed). (online).
- Der Tempel von Athribis – Wasserableitungssysteme in Ägypten in griechischrömischer Zeit. In: Beiträge zur Wasserwirtschaft und Technikgeschichte. 2019. Schriftenreihe der Frontinus-Gesellschaft. Heft 31, S. 65–84 (peer reviewed). (online).
- Wasser im Athribis-Tempel – Wasserableitungen, Badeeinrichtungen und Brunnen im griechisch-römischen Tempel der Repit in Athribis/Ägypten. In: Beiträge zur Wasserwirtschaft und Technikgeschichte 2020, Schriftenreihe der FrontinusGesellschaft. Heft 32, S. 139–173 (online).

Sängerin
- 4000 Jahre Liebe – Liebeslieder von den Pharaonen bis heute. Audio-CD, Eigenverlag.
- Pearls just want to have Fun. Audio-CD, Eigenverlag.